# La Parda Flora
La Parda Flora es una película en blanco y negro de Argentina dirigida por León Klimovsky sobre su propio guion escrito en colaboración con Nathán Pinzón que se estrenó el 11 de julio de 1952 y que tuvo como protagonistas a Amelia Bence, Carlos Cores, Jacinto Herrera y Bernardo Perrone.

## Sinopsis
Se basa en un personaje real, una mujer muy conocida a fines del siglo XIX e inicios del siglo XX como una de las madamas del ámbito prostibulario de los muchos prostíbulos vinculados a la "trata de blancas" que en esa época hicieron trístemente célebre a la ciudad de Buenos Aires; por este motivo el argumento -muy morigerado y falseado- de este film se ambienta al comienzo del siglo XX en el Gran Buenos Aires, donde se desarrolla la pasión de una mujer de dudoso pasado por el hijo de un hombre rico que tiene influencia en la policía.

## Reparto
Los intérpretes de la película fueron:
- Amelia Bence ..."Parda Flora" Antúnez
- Carlos Cores ...Juan María Menéndez
- Jacinto Herrera ...Mocho Laguna
- Bernardo Perrone
- Margarita Corona ...Margarita
- Domingo Mania
- Mauricio Espósito
- Jesús Pampín
- Gustavo Peyret
- Manuel Alcón
- Inés de Tolosa
- Alberto Barcel
- Menchu Quesada
- Marcela Sola
- Diego Martínez
- Rafael Diserio

## Comentarios
La crítica de ROV en el semanario Marcha de Montevideo expresó:

”Sus guapos son mentidos y de cartón…La Parda Flora alcanza a decir (ella, que es la ingeniosa del grupo) que no la manoseen como fruta de feria.”

Por su parte Manrupe y Portela escriben:

”Buena reconstrucción para un melodrama tanguero. Y Klimovsky prestando más atención a lo estético que a lo conceptual”